# Akromatisk lins

Strålgång genom en akromatisk dubblett

En akromatisk lins är ett linssystem som minskar effekten av kromatisk aberration genom att fokusera rött ljus och blått ljus i samma punkt. När dessutom gult eller grönt ljus också har samma fokus, talar man om apokromatisk optik. Akromater används bland annat i teleskop.
Särskilt känd är Fraunhofers akromatiska dubblett, där en bikonvex och plankonkav lins av olika glassorter är sammankittade med ytorna som har samma krökningsradie.